# Bisenso
Bisenso è un termine enigmistico dotato di almeno due valenze. Anzitutto è uno dei due possibili modi con cui l'enigmistica realizza l'ambiguità di significato alla base dei suoi giochi, in via alternativa o complementare alla cesura, secondo i casi. Sta quindi a indicare la parola omografa e omofona dotata di più significati, sfruttata nello svolgimento testuale dei giochi in versi (es.: riso = atto del ridere o cereale), ma anche, ad es., nella soluzione delle crittografie mnemoniche e nelle chiavi rebussistiche e crittografiche.
È questo l'unico vero bisenso a tutti gli effetti, distinto dal caso che la parola sia omografa ma non omofona. Quest'ultima ipotesi ricorre negli schemi enigmistici che sfruttano l'omografia pura, cioè il cambio d'accento e lo spostamento d'accento. Tuttavia anche questi possono essere in qualche modo considerati bisensi: almeno quando, piuttosto che costituire la combinazione risolutiva di un gioco enigmistico, formano parte del suo contenuto (ad es. quando sono sfruttati da un indovinello). In caso contrario, è proposto sotto il nome di bisenso il solo cambio, mentre lo spostamento è sempre uno schema autonomo, potendo peraltro comportare variazioni grafiche (es.: calamita / calamità). I falsi derivati possono essere intesi come bisensi artificiali.
In un significato più stretto, il bisenso è a sua volta uno schema enigmistico e può dunque costituire la soluzione di un gioco che prende a sua volta la denominazione di bisenso. Quando le parti del gioco descrivono una parola in più di due significati si parla di polisenso. Esistevano poi giochi denominati "bisensi", al plurale. Oggi hanno assunto il nome di sciarada a bisensi.

## Esempi
- Bisensi: barba (peluria, noia), canto (canzone, angolo), fattore (agricoltore, termine della moltiplicazione), fine (elegante, scopo), lira (strumento musicale, moneta italiana), mandarino (agrume, dignitario cinese), miglio (vegetale, unità di misura), squadra (gruppo di persone, strumento tecnico), riso (vegetale, risata)
- Polisensi: corte (reggia, corteggiamento, séguito, tribunale), verso (metro poetico, rovescio, direzione, suono emesso da animale)
- Sciarada a bisensi: Scala (teatro milanese) + mobile (arredo domestico) = scala mobile (impianto di trasporto)
- Cambi d'accento: bòtte / bótte, fòro / fóro, pésca / pèsca, re (nota musicale, sovrano)
- Spostamenti d'accento: calamita / calamità, pànico / panìco